# Serravallian
Serravallian este o perioadă care începe acum 13.65 milioane de ani și se termină aprox acum 11.61 milioane de ani. Serravallianul este precedat de Langhian și urmat de Tortonian. Este a patra perioadă a Miocenului.